# Rzut młotem

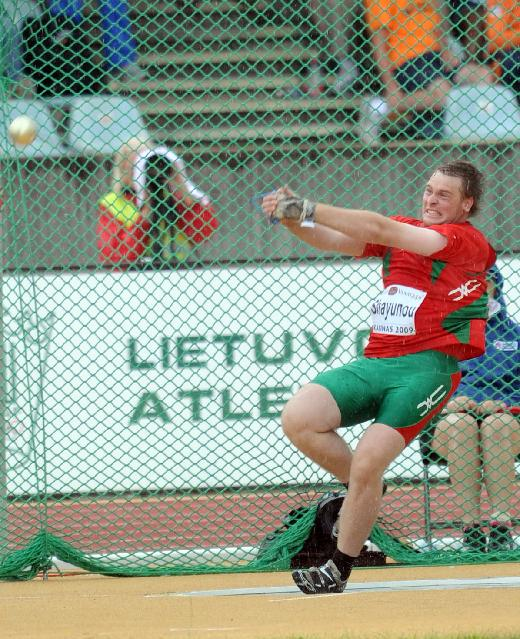
Rzut młotem Jurego Szajunoua

Rzut młotem – jedna z technicznych konkurencji lekkoatletycznych, polegająca na rzucie kulą, do której przymocowana jest stalowa linka zakończona uchwytem. Zawodnik wykonuje rzut z koła o średnicy 2,135 m, otoczonego siatką ochronną. Kobiety rzucają młotem o wadze 4 kg (juniorki młodsze 3 kg), mężczyźni – 7,26 kg, młodzicy (do 15 lat) – 5 kg, juniorzy młodsi (16-17 lat) – 5 kg, juniorzy starsi (18-19 lat) – 6 kg.
Opis techniki rzutu młotem:
- zawodnik staje w kole tyłem do kierunku rzutu
- chwyta oburącz uchwyt młota
- wykonuje zamachy ponad głową
- prostując ramiona w łokciach wykonuje trzy lub cztery obroty całego ciała
- wyrzuca młot w pole rzutów

Podczas obrotów i po wykonaniu rzutu (zanim młot spadnie) nie wolno zawodnikowi nadepnąć lub przekroczyć metalowej obręczy koła. Koło opuszcza się jego tylną częścią.

## Najlepsi zawodnicy wszech czasów

### mężczyźni
(stan na 20 kwietnia 2024 r.)
- zobacz więcej na stronach World Athletics

### kobiety
(stan na 5 lipca 2025 r.)
- uwaga: wyniki rosyjskich młociarek (78,61 m - Łysienko oraz 77,36 m - Chanafiejewej) uzyskane 26 maja 2007 r. w Soczi zostały anulowane z powodu dopingu wykrytego u zawodniczek
- zobacz więcej na stronach World Athletics (ang.)

## Medaliści igrzysk olimpijskich
- mężczyźni
- kobiety

## Polscy młociarze

### mężczyźni
- Jerzy Kordas
- Tadeusz Rut
- Olgierd Ciepły
- Stanisław Lubiejewski
- Szymon Jagliński
- Ireneusz Golda
- Mariusz Tomaszewski
- Leszek Woderski
- Henryk Królak
- Zdzisław Kwaśny
- Kazimierz Boulge
- Szymon Ziółkowski
- Maciej Pałyszko
- Wojciech Kondratowicz
- Paweł Fajdek
- Wojciech Nowicki

### kobiety
- Agnieszka Pogroszewska
- Kamila Skolimowska
- Katarzyna Kita
- Anita Włodarczyk
- Joanna Fiodorow
- Malwina Kopron
- Katarzyna Furmanek
- Ewa Różańska

## Polscy medaliści wielkich imprez
| złote medale |
| ------------ |

- Tadeusz Rut – Mistrzostwa Europy, Sztokholm 1958
- Szymon Ziółkowski – Mistrzostwa Świata Juniorów w Lekkoatletyce, Lizbona 1994
- Maciej Pałyszko – Gimnazjada, Nikozja 1994
- Szymon Ziółkowski - Mistrzostwa Europy Juniorów w Lekkoatletyce, Nyíregyháza 1995
- Maciej Pałyszko - Mistrzostwa Świata Juniorów w Lekkoatletyce, Sydney 1996
- Kamila Skolimowska – Mistrzostwa Europy Juniorów w Lekkoatletyce, Lublana 1997
- Maciej Pałyszko - Mistrzostwa Europy Juniorów w Lekkoatletyce, Lublana 1997
- Kamila Skolimowska - Mistrzostwa Świata Juniorów Młodszych, Bydgoszcz 1999
- Szymon Ziółkowski - Igrzyska Olimpijskie, Sydney 2000
- Kamila Skolimowska - Igrzyska Olimpijskie, Sydney 2000
- Kamila Skolimowska - Igrzyska Frankofońskie, Ottawa 2001
- Szymon Ziółkowski - Igrzyska Frankofońskie, Ottawa 2001
- Szymon Ziółkowski - Mistrzostwa Świata, Edmonton 2001
- Kamila Skolimowska - Igrzyska Dobrej Woli, Brisbane 2001
- Kamila Skolimowska - Młodzieżowe Mistrzostwa Europy, Bydgoszcz 2003
- Katarzyna Kita – Mistrzostwa Europy Juniorów w Lekkoatletyce, Tampere 2003
- Kamila Skolimowska - Uniwersjada, Izmir 2005
- Anita Włodarczyk – Mistrzostwa Świata, Berlin 2009
- Paweł Fajdek – Młodzieżowe Mistrzostwa Europy, Ostrawa 2011
- Anita Włodarczyk - Mistrzostwa Europy w Lekkoatletyce, Helsinki 2012
- Anita Włodarczyk - Igrzyska Olimpijskie, Londyn 2012 (po dyskwalifikacji Tatiany Łysenko w 2016 za stosowanie dopingu)
- Anita Włodarczyk - Mistrzostwa Świata w Lekkoatletyce, Moskwa 2013 (po dyskwalifikacji Tatiany Łysenko w 2019 za stosowanie dopingu)
- Paweł Fajdek - Mistrzostwa Świata w Lekkoatletyce, Moskwa 2013
- Anita Włodarczyk - Igrzyska frankofońskie, Nicea 2013
- Paweł Fajdek - Igrzyska frankofońskie, Nicea 2013
- Anita Włodarczyk - Mistrzostwa Europy w Lekkoatletyce, Zurych 2014
- Anita Włodarczyk - Mistrzostwa Świata w Lekkoatletyce, Pekin 2015
- Paweł Fajdek - Mistrzostwa Świata w Lekkoatletyce, Pekin 2015
- Anita Włodarczyk - Mistrzostwa Europy w Lekkoatletyce, Amsterdam 2016
- Paweł Fajdek - Mistrzostwa Europy w Lekkoatletyce, Amsterdam 2016
- Anita Włodarczyk - Igrzyska Olimpijskie, Rio de Janeiro 2016
- Anita Włodarczyk - Mistrzostwa Świata w Lekkoatletyce, Londyn 2017
- Paweł Fajdek - Mistrzostwa Świata w Lekkoatletyce, Londyn 2017
- Wojciech Nowicki – Mistrzostwa Europy w Lekkoatletyce, Berlin 2018
- Paweł Fajdek - Mistrzostwa Świata w Lekkoatletyce, Doha 2019
- Wojciech Nowicki - Światowe Wojskowe Igrzyska Sportowe, Wuhan 2019
- Dawid Piłat – Mistrzostwa Europy Juniorów w Lekkoatletyce, Tallinn 2021
- Anita Włodarczyk – Igrzyska Olimpijskie, Tokio 2021
- Wojciech Nowicki - Igrzyska Olimpijskie, Tokio 2021
- Paweł Fajdek - Mistrzostwa Świata w Lekkoatletyce, Eugene 2022
- Wojciech Nowicki - Mistrzostwa Europy w Lekkoatletyce, Monachium 2022
- Wojciech Nowicki - Mistrzostwa Europy w Lekkoatletyce, Rzym 2024

| srebrne medale |
| -------------- |

- Olgierd Ciepły - Światowe Igrzyska Studentów UIE, Wiedeń 1959
- Szymon Ziółkowski - Młodzieżowe Mistrzostwa Europy, Turku 1997
- Wojciech Kondratowicz – Mistrzostwa Europy Juniorów w Lekkoatletyce, Ryga 1999
- Agnieszka Pogroszewska - Igrzyska Frankofońskie, Ottawa 2001
- Maciej Pałyszko - Igrzyska Frankofońskie, Ottawa 2001
- Szymon Ziółkowski - Igrzyska Dobrej Woli, Brisbane 2001
- Kamila Skolimowska - Mistrzostwa Europy w Lekkoatletyce, Monachium 2002
- Szymon Ziółkowski - Mistrzostwa Świata, Helsinki 2005
- Szymon Ziółkowski - Mistrzostwa Świata, Berlin 2009
- Malwina Kopron – Mistrzostwa Świata juniorów młodszych, Lille 2011
- Joanna Fiodorow – Młodzieżowe Mistrzostwa Europy, Ostrawa 2011
- Paweł Fajdek - Mistrzostwa Europy w Lekkoatletyce, Zurych 2014
- Paweł Fajdek - Mistrzostwa Europy w Lekkoatletyce, Berlin 2018
- Malwina Kopron - Letnia Uniwersjada, Neapol 2019
- Joanna Fiodorow - Mistrzostwa Świata w Lekkoatletyce, Doha 2019
- Wojciech Nowicki - Mistrzostwa Świata w Lekkoatletyce, Eugene 2022
- Ewa Różańska - Mistrzostwa Europy w Lekkoatletyce, Monachium 2022
- Wojciech Nowicki - Mistrzostwa Świata w Lekkoatletyce, Budapeszt 2023
- Anita Włodarczyk - Mistrzostwa Europy w Lekkoatletyce, Rzym 2024

| brązowe medale |
| -------------- |

- Tadeusz Rut - Igrzyska Olimpijskie, Rzym 1960
- Zdzisław Kwaśny – Mistrzostwa Świata, Helsinki 1983
- Wojciech Kondratowicz - Mistrzostwa Świata Juniorów w Lekkoatletyce, Annecy 1998
- Maciej Pałyszko - Młodzieżowe Mistrzostwa Europy, Göteborg 1999
- Agnieszka Pogroszewska - Uniwersjada, Daegu 2003
- Kamila Skolimowska - Mistrzostwa Europy w Lekkoatletyce, Gōteborg 2006
- Anita Włodarczyk - Mistrzostwa Europy w Lekkoatletyce, Barcelona 2010
- Szymon Ziółkowski - Mistrzostwa Europy w Lekkoatletyce, Helsinki 2012
- Joanna Fiodorow - Mistrzostwa Europy w Lekkoatletyce, Zurych 2014
- Malwina Kopron - Młodzieżowe Mistrzostwa Europy w Lekkoatletyce, Tallinn 2015
- Wojciech Nowicki – Mistrzostwa Świata w Lekkoatletyce, Pekin 2015
- Katarzyna Furmanek – Mistrzostwa Europy Juniorów w Lekkoatletyce, Eskilstuna 2015
- Wojciech Nowicki - Mistrzostwa Europy w Lekkoatletyce, Amsterdam 2016
- Wojciech Nowicki - Igrzyska Olimpijskie, Rio de Janeiro 2016
- Malwina Kopron - Mistrzostwa Świata w Lekkoatletyce, Londyn 2017
- Joanna Fiodorow - Mistrzostwa Europy w Lekkoatletyce, Berlin 2018
- Katarzyna Furmanek - Letnia Uniwersjada, Neapol 2019
- Wojciech Nowicki – Mistrzostwa Świata w Lekkoatletyce, Doha 2019
- Malwina Kopron - Światowe Wojskowe Igrzyska Sportowe, Wuhan 2019
- Malwina Kopron - Igrzyska Olimpijskie, Tokio 2021
- Paweł Fajdek – Igrzyska Olimpijskie, Tokio 2021

## Polscy finaliści olimpijscy (1-8)

### mężczyźni
- 1. Szymon Ziółkowski 80,02 2000
- 1. Wojciech Nowicki 82,52 2021
- 3. Tadeusz Rut 65,64 1960
- 3. Wojciech Nowicki 77,73 2016
- 3. Paweł Fajdek 81,53 2021
- 5. Olgierd Ciepły 64,57 1960
- 5. Paweł Fajdek 78,80 2024
- 7. Szymon Ziółkowski 79,22 2008
- 7. Szymon Ziółkowski 77,10 2012
- 7. Wojciech Nowicki 77,42 2024
- 8. Olgierd Ciepły 64,83 1964
- 8. Ireneusz Golda 73,74 1980

### kobiety
- 1. Kamila Skolimowska 71,16 2000
- 1. Anita Włodarczyk 82,29 2016
- 1. Anita Włodarczyk 78.48 2021
- 1. Anita Włodarczyk 77,60 2012
- 3. Malwina Kopron 75,49 2021
- 4. Anita Włodarczyk 74,23 2024
- 5. Kamila Skolimowska 72,57 2004
- 6. Anita Włodarczyk 71,56 2008
- 7. Joanna Fiodorow 72,37 2012
- 7. Joanna Fiodorow 73,83 2021

## Polscy finaliści mistrzostw świata (1-8)

### mężczyźni
- 1. Szymon Ziółkowski 83,38 2001
- 1. Paweł Fajdek 81,97 2013
- 1. Paweł Fajdek 80,88 2015
- 1. Paweł Fajdek 79,81 2017
- 1. Paweł Fajdek 80,50 2019
- 1. Paweł Fajdek 81,98 2022
- 2. Szymon Ziółkowski 79,35 2005
- 2. Szymon Ziółkowski 79,30 2009
- 2. Wojciech Nowicki 81,03 2022
- 2. Wojciech Nowicki 81,02 2023
- 3. Zdzisław Kwaśny 79,42 1983
- 3. Wojciech Nowicki 78,55 2015
- 3. Wojciech Nowicki 78,03 2017
- 3. Wojciech Nowicki 77,69 2019
- 4. Paweł Fajdek 80,00 2023
- 7. Szymon Ziółkowski 80,09 2007
- 7. Szymon Ziółkowski 77,64 2011

### kobiety
- 1. Anita Włodarczyk 77,96 (RŚ) 2009
- 1. Anita Włodarczyk 78,46 2013
- 1. Anita Włodarczyk 80,85 2015
- 1. Anita Włodarczyk 77,90 2017
- 2. Joanna Fiodorow 76,35 2019
- 3. Malwina Kopron 74,76 2017
- 4. Kamila Skolimowska 68,05 2001
- 4. Kamila Skolimowska 73,75 2007
- 5. Anita Włodarczyk 73,56 2011
- 6. Joanna Fiodorow 73,04 2017
- 7. Kamila Skolimowska 68,96 2005
- 8. Kamila Skolimowska 68,39 2003

## Polscy finaliści mistrzostw Europy (1-8)

### mężczyźni
- 1. Tadeusz Rut 64,78 1958
- 1. Paweł Fajdek 80,93 2016
- 1. Wojciech Nowicki 80,12 2018
- 1. Wojciech Nowicki 82,00 2022
- 1. Wojciech Nowicki 80,95 2024
- 2. Paweł Fajdek 82,05 2014
- 2. Paweł Fajdek 78,69 2018
- 3. Szymon Ziółkowski 76,67 2012
- 3. Wojciech Nowicki 77,53 2016
- 4. Tadeusz Rut 57,70 1954
- 4. Olgierd Ciepły 63,37 1958
- 4. Ireneusz Golda 76,58 1982
- 4. Paweł Fajdek 79,15 2022
- 5. Olgierd Ciepły 64,34 1962
- 5. Szymon Ziółkowski 78,16 1998
- 5. Szymon Ziółkowski 78,97 2006
- 5. Szymon Ziółkowski 77,99 2010
- 5. Szymon Ziółkowski 78,41 2014
- 6. Paweł Fajdek 77,50 2024
- 7. Wojciech Kondratowicz 75,30 2010
- 8. Tadeusz Rut 62,95 1962
- 8. Stanisław Lubiejewski 67,50 1971

### kobiety
- 1. Anita Włodarczyk 74,29 2012
- 1. Anita Włodarczyk 78,76 2014
- 1. Anita Włodarczyk 78,14 2016
- 1. Anita Włodarczyk 78,94 2018
- 2. Kamila Skolimowska 72,46 2002
- 2. Ewa Różańska 72,12 2022
- 2. Anita Włodarczyk 72,92 2024
- 3. Kamila Skolimowska 72,58 2006
- 3. Anita Włodarczyk 73,56 2010
- 3. Joanna Fiodorow 73,67 2014
- 3. Joanna Fiodorow 74,00 2018
- 4. Malwina Kopron 72,20 2018
- 6. Malwina Kopron 70,91 2016
- 7. Kamila Skolimowska 62,68 1998
- 7. Malwina Kopron 69,72 2024

## Polacy w dziesiątkach światowych tabel rocznych

### mężczyźni
- 1946 - 8. Jerzy Kordas, 54,12
- 1954 - 6. Tadeusz Rut, 59,87
- 1955 - 9. Tadeusz Rut, 60,79
- 1956 - 6-7. Tadeusz Rut, 63,57
- 1957 - 8. Tadeusz Rut, 64,22
- 1958 - 7. Tadeusz Rut, 65,09
- 1959 - 6. Tadeusz Rut, 65,61
- 1959 - 9. Olgierd Ciepły, 64,48
- 1960 - 4. Tadeusz Rut, 66,83
- 1961 - 9. Tadeusz Rut, 65,52
- 1981 - 6. Mariusz Tomaszewski, 77,14
- 1982 - 6. Mariusz Tomaszewski, 78,38
- 1982 - 10. Ireneusz Golda, 77,96
- 1983 - 8. Zdzisław Kwaśny, 80,18
- 1996 - 10. Szymon Ziółkowski, 79,52
- 1997 - 10. Szymon Ziółkowski, 79,14
- 2000 - 9. Szymon Ziółkowski, 81,42
- 2001 - 3. Szymon Ziółkowski, 83,38
- 2003 - 8. Wojciech Kondratowicz, 81,35
- 2003 - 10. Maciej Pałyszko, 80,89
- 2006 - 3. Szymon Ziółkowski, 82,31
- 2007 - 7. Szymon Ziółkowski, 80,70
- 2012 - 3. Paweł Fajdek, 81,39
- 2013 - 2. Paweł Fajdek, 82,27
- 2014 - 1. Paweł Fajdek, 83,48
- 2014 - 9. Szymon Ziółkowski, 78,41
- 2015 - 1. Paweł Fajdek, 83,93
- 2015 - 7. Wojciech Nowicki, 78,71
- 2016 - 1. Paweł Fajdek, 82,47
- 2016 - 7. Wojciech Nowicki, 78,36
- 2017 - 1. Paweł Fajdek, 83,44
- 2017 - 2. Wojciech Nowicki, 80,47
- 2018 - 1. Wojciech Nowicki, 81,85
- 2018 - 2. Paweł Fajdek, 81,14
- 2019 - 1. Wojciech Nowicki, 81,74
- 2019 - 2. Paweł Fajdek, 80,88
- 2020 - 2. Wojciech Nowicki, 80,28
- 2020 - 4. Paweł Fajdek, 79,81
- 2021 - 1. Paweł Fajdek, 82,98
- 2021 - 2. Wojciech Nowicki, 82,52
- 2022 - 1. Wojciech Nowicki, 82,00
- 2022 - 2. Paweł Fajdek, 81,98
- 2023 - 1. Wojciech Nowicki, 81,92
- 2023 - 6. Paweł Fajdek, 80,00
- 2024 - 4. Wojciech Nowicki, 80,95
- 2024 - 7. Paweł Fajdek, 80,02

### kobiety
- 1997 - 10. Kamila Skolimowska, 63,48
- 2000 - 4. Kamila Skolimowska, 71,16
- 2001 - 2. Kamila Skolimowska, 71,71
- 2002 - 2. Kamila Skolimowska, 72,60
- 2003 - 8. Kamila Skolimowska, 71,38
- 2004 - 10. Kamila Skolimowska, 72,57
- 2005 - 6. Kamila Skolimowska, 74,27
- 2006 - 6. Kamila Skolimowska, 75,29
- 2009 - 1. Anita Włodarczyk, 77,96
- 2010 - 1. Anita Włodarczyk, 78,30
- 2011 - 6. Anita Włodarczyk, 75,33
- 2012 - 4. Anita Włodarczyk, 77,60
- 2013 - 2. Anita Włodarczyk, 78,46
- 2014 - 1. Anita Włodarczyk, 79,58
- 2014 - 9. Joanna Fiodorow, 74,39
- 2015 - 1. Anita Włodarczyk, 81,08
- 2016 - 1. Anita Włodarczyk, 82,98
- 2017 - 1. Anita Włodarczyk, 82,87
- 2017 - 2. Malwina Kopron, 76,85
- 2017 - 7. Joanna Fiodorow, 75,09
- 2018 - 1. Anita Włodarczyk, 79,59
- 2018 - 5. Joanna Fiodorow, 75,63
- 2019 - 4. Joanna Fiodorow, 76,35
- 2019 - 6. Anita Włodarczyk, 75,61
- 2019 - 8. Malwina Kopron, 75,23
- 2020 - 3. Malwina Kopron, 74,18
- 2020 - 4. Katarzyna Furmanek, 73,61
- 2021 - 2. Anita Włodarczyk, 78,48
- 2021 - 8. Malwina Kopron, 75,49
- 2022 - 2. Anita Włodarczyk, 78,06
- 2022 - 6. Malwina Kopron, 75,08
- 2023 - 9. Anita Włodarczyk, 74,81
- 2024 - 10. Anita Włodarczyk, 74,23

## Polacy w rankinguTrack and Field News

### rzut młotem mężczyzn
- 1954: 4. Tadeusz Rut
- 1955: 6. Tadeusz Rut
- 1956: 6. Tadeusz Rut
- 1957: 7. Tadeusz Rut
- 1957: 9. Olgierd Ciepły
- 1958: 1. Tadeusz Rut
- 1958: 9. Olgierd Ciepły
- 1959: 5. Tadeusz Rut
- 1959: 8. Olgierd Ciepły
- 1960: 4. Tadeusz Rut
- 1961: 7. Tadeusz Rut
- 1962: 9. Olgierd Ciepły
- 1963: 8. Olgierd Ciepły
- 1982: 7. Ireneusz Golda
- 1983: 4. Zdzisław Kwaśny
- 1996: 10. Szymon Ziółkowski
- 1998: 9. Szymon Ziółkowski
- 2000: 1. Szymon Ziółkowski
- 2001: 2. Szymon Ziółkowski
- 2005: 4. Szymon Ziółkowski
- 2006: 4. Szymon Ziółkowski
- 2007: 7. Szymon Ziółkowski
- 2008: 7. Szymon Ziółkowski
- 2009: 4. Szymon Ziółkowski
- 2010: 10. Wojciech Kondratowicz
- 2011: 10. Szymon Ziółkowski
- 2012: 6. Paweł Fajdek
- 2012: 8. Szymon Ziółkowski
- 2013: 2. Paweł Fajdek
- 2013: 7. Szymon Ziółkowski
- 2014: 2. Paweł Fajdek
- 2015: 1. Paweł Fajdek
- 2015: 4. Wojciech Nowicki
- 2016: 1. Paweł Fajdek
- 2016: 4. Wojciech Nowicki
- 2017: 1. Paweł Fajdek
- 2017: 2. Wojciech Nowicki
- 2018: 1. Wojciech Nowicki
- 2018: 2. Paweł Fajdek
- 2019: 1. Paweł Fajdek
- 2019: 2. Wojciech Nowicki
- 2021: 1. Wojciech Nowicki
- 2021: 2. Paweł Fajdek
- 2022: 1. Wojciech Nowicki
- 2022: 2. Paweł Fajdek
- 2023: 1. Wojciech Nowicki
- 2023: 7. Paweł Fajdek
- 2024: 3. Wojciech Nowicki
- 2024: 5. Paweł Fajdek

### kobiety
- 2000: 2. Kamila Skolimowska
- 2001: 3. Kamila Skolimowska
- 2002: 3. Kamila Skolimowska
- 2003: 8. Kamila Skolimowska
- 2004: 10. Kamila Skolimowska
- 2005: 4. Kamila Skolimowska
- 2006: 3. Kamila Skolimowska
- 2007: 5. Kamila Skolimowska
- 2008: 4. Anita Włodarczyk
- 2008: 7. Kamila Skolimowska
- 2009: 1. Anita Włodarczyk
- 2010: 2. Anita Włodarczyk
- 2011: 6. Anita Włodarczyk
- 2012: 2. Anita Włodarczyk
- 2012: 6. Joanna Fiodorow
- 2013: 1. Anita Włodarczyk
- 2014: 1. Anita Włodarczyk
- 2014: 7. Joanna Fiodorow
- 2015: 1. Anita Włodarczyk
- 2016: 1. Anita Włodarczyk
- 2017: 1. Anita Włodarczyk
- 2017: 3. Malwina Kopron
- 2017: 5. Joanna Fiodorow
- 2018: 1. Anita Włodarczyk
- 2018: 3. Joanna Fiodorow
- 2018: 7. Malwina Kopron
- 2019: 4. Joanna Fiodorow
- 2019: 5. Anita Włodarczyk
- 2021: 1. Anita Włodarczyk
- 2021: 2. Malwina Kopron
- 2021: 10. Joanna Fiodorow
- 2022: 4. Anita Włodarczyk
- 2024: 6. Anita Włodarczyk